# Euploea elwesii
Euploea elwesii är en fjärilsart som beskrevs av William Doherty 1891. Euploea elwesii ingår i släktet Euploea och familjen praktfjärilar. Inga underarter finns listade i Catalogue of Life.